# كالي كاتز
كالي كاتز هو لاعب كرة قدم فنلندي في مركز الدفاع، ولد في 4 يناير 2000. لعب مع نادي هلسنكي.

## وصلات خارجية
- كالي كاتز على موقع قاعدة بيانات كرة القدم.إي يو (الإنجليزية)
- كالي كاتز على موقع Soccerway.com (الإنجليزية)